# Comunione anglicana ortodossa
La Comunione anglicana ortodossa è un'unione mondiale di Chiese di tradizione anglicana nata nel 1967, fra le prime a separarsi dalla Sede di Canterbury e dal resto della Comunione anglicana.  La Comunione anglicana ortodossa aderisce a dottrina, disciplina e liturgia come espresse nei formulari anglicani classici, specialmente nei Libri della preghiera comune inglese del 1662, statunitense del 1928, scozzese del 1929 e canadese del 1962. L'arcivescovo primate della Chiesa anglicana ortodossa statunitense (attualmente Scott Earle McLaughlin), è allo stesso tempo metropolita dell'intera comunione. Al momento la comunione ha branche in Nord e Sud America, Europa, Africa ed Asia. Il clero per gli Stati Uniti e l'Europa è formato al Collegio teologico e seminario di Sant'Andrea. La successione apostolica dei vescovi della comunione ha radici anglicane, vetero-cattoliche e ortodosse.

## Chiese membro
Attualmente della Comunione anglicana ortodossa fanno parte 15 chiese:

### Africa
- Chiesa anglicana ortodossa del Ghana
- Chiesa ortodossa anglicana episcopale del Congo (Repubblica Democratica del Congo)
- Chiesa della Compagnia di San Meschack (Kenya)
- Chiesa episcopale ortodossa del Madagascar

### America
- Chiesa anglicana ortodossa
- Chiesa anglicana latino-americana
- Chiesa anglicana ortodossa del Brasile
- Chiesa anglicana ortodossa in Colombia
- Missione anglicana ortodossa in Honduras
- Diocesi missionaria di Chihuahua
- Chiesa anglicana latina del Messico
- Chiesa cattolica riformata del Venezuela

### Asia
- Chiesa anglicana ortodossa d'India

### Europa
- Associazione della missione episcopale ortodossa in Italia
- Baznica Latviski (Lettonia)

## Relazioni ecumeniche
La Comunione anglicana ortodossa ha accordi di piena comunione con la Chiesa vetero-cattolica in Slovacchia, la Chiesa cattolica evangelica e la diocesi di Ruvuma della Chiesa anglicana di Tanzania (membro della Comunione anglicana).